# Пайет (окръг)
Окръг Пайет (на английски: Payette County) е окръг в щата Айдахо, Съединени американски щати. Площ 1062 km² (0,49% от площта на щата, 44-то място по големина, най-малкият окръг в щата). Население – 23 215 души (2017), 1,51% от населението на щата, гъстота 21,9 души/km². Административен център град Пайет.
Окръгът се намира в югозападната част на щата. На запад граничи с щата Орегон, а на север, изток и запад със следните окръзи: Уошингтън, Джем и Кениън. Територията на окръга изцяло попада в крайната западната част на обширната междупланинска равнина на река Снейк, като надморската височина варира от 650 m в долината на реката до 1200 m на североизток. По западната граница на окръга с щата Орегон протича част от средното течение на река Снейк (ляв приток на Колумбия), а от дясно в нея се влива река Пайет, която протича през окръга с долното си течение.
Най-голям град в окръга е административният център град Пайет 7433 души (2010 г.). Други по-големи градове са: Фрутланд 4684 (2010) и Ню Плимът 1538 (2010).
През окръга преминават участъци от 1 междущатска магистрала 2 междущатски шосета:
- Междущатска магистрала  – 29 мили (46,7 km), от северозапад на югоизток;
- Междущатско шосе  – 33 мили (53,1 km), от северозапад на югоизток, като частично се дублира с Междущатска магистрала ;
- Междущатско шосе  – 32 мили (51,5 km), от юг на север, в западната част на окръга, в т.ч. през административния център Пайет.

Окръгът е образуван на 22 февруари 1917 г. и е наименуван в чест на първия заселник в района през 1818 г. канадския трапер Франсоа Пайет.